# Амуда
Амуда (на арабски: عامودا; на кюрдски: Amûdê) е град в североизточната част на Сирия, в мухафаза Ал-Хасеке. Населението му към 2004 година е 26 821 души, предимно етнически кюрди.

## Личности
Родени в Амуда
- Абдел Сейда (р. 1956), сирийски политик